# نقارچی‌محله (بابل)
نقارچی محله، روستایی است از توابع بخش مرکزی شهرستان بابل در استان مازندران ایران.

## جمعیت
این روستا در دهستان اسبوکلاجاده قدیم آمل قرار دارد و براساس سرشماری مرکز آمار ایران در سال ۱۳۸۵، جمعیت آن ۱۰۶۷ نفر (۲۶۷خانوار) بوده‌است.